# Werner Zaske
Werner Zaske (ur. 28 lutego 1961 w Wadgassen) – niemiecki lekkoatleta specjalizujący się w krótkich biegach sprinterskich.

## Sukcesy sportowe
- pięciokrotny medalista mistrzostw Republiki Federalnej Niemiec w biegu na 100 m: złoty (1978), dwukrotnie srebrny (1979, 1980), dwukrotnie brązowy (1986, 1988)[1]
- brązowy medalista halowych mistrzostw Republiki Federalnej Niemiec w biegu na 60 m (1985)[2]
- złoty medalista drużynowych mistrzostw Republiki Federalnej Niemiec (1987, w barwach klubu TV Wattenscheid)[3]

| Rok  | Miasto    | Zawody                      | Konkurencja                      | Wynik                     |
| ---- | --------- | --------------------------- | -------------------------------- | ------------------------- |
| 1979 | Bydgoszcz | mistrzostwa Europy juniorów | bieg na 100 m sztafeta 4 x 100 m | srebrny medal złoty medal |

## Rekordy życiowe
- bieg na 100 m – 10,35 – Stuttgart 02/08/1985
- bieg na 200 m – 20,98 – Stuttgart 04/08/1985